# InstallShield
InstallShield è un software utilizzato come supporto durante la fase di programmazione e sviluppo di un programma progettato per i sistemi operativi Microsoft Windows. Il suo sviluppo è curato dalla Flexera Software e la sua versione attuale è la 2018.

## Descrizione
Nello specifico, dati il codice ed i package di un software, InstallShield permette di creare il processo installatore attraverso il quale il programma in fase di sviluppo verrà successivamente installato e configurato nei PC degli utenti finali.
Attualmente le versioni disponibili sono tre e vengono distribuite con prezzi e funzionalità differenti:
- Premier
- Professional
- Express

## Requisiti minimi di sistema
Per la versione 2018 sono segnalati i seguenti requisiti minimi di sistema:
- Processore: Pentium III 500 MHz
- RAM: 256MB (512MB consigliati)
- Hard Disk: 250MB liberi
- Risoluzione schermo: XGA (1024 × 768)
- Sistema Operativo: Windows Vista, 7, 8, 8.1, 10 oppure Windows Server 2008, 2012, 2016
- Privilegi da amministratore di sistema.
- Mouse compatibili con dispositivi Microsoft IntelliMouse.